# Elite Residence
Elite Residence je mrakodrap, 380 metrů vysoká budova v Dubaji (Spojené arabské emiráty) ve čtvrti Dubai Marina, ležící přímo naproti uměle vytvořeného souostroví zvané Palm Jumeirah (viz Palmové ostrovy), navržený architektonickou kanceláří Eng. Adnan Saffarini Office (EAS). Vlastníkem budovy jsou dubajská realitní společnost Emaar Properties PJSC a Tameer Holding Investment LCC. Stavět se začal v roce 2006 a dokončen byl v roce 2012. Postaven je z železobetonu a oceli (včetně hliníku a skla). Jde o jednu z nejvyšších obytných budov na světě a 5. nejvyšší budovu v Dubaji (k březnu 2021).
Elite Residence dosahuje téměř stejné výšky jako Empire State Building, který je po střechu vysoký 381 metrů. Je to jeden velký pětihvězdičkový hotel o výměře 140 013 m2. Má celkem 91. pater (87 + 4 podzemí), z nichž 76 je vyčleněno pro asi 695 apartmánů. Ve zbylých 15. patrech se nachází recepce, bazény, lázně, zdravotnictví, obchodní centrum, tělocvična, parkoviště se 788 parkovacími místy nebo technické zázemí. Nejvyšší patro se nachází ve výšce 314 metrů nad zemí. K dispozici je celkem 12 výtahů.